# أمالو
أمالو هي جماعة قروية في إقليم تارودانت بجهة سوس ماسة جنوب المغرب. وهي تضم 3256 نسمة، حسب الإحصاء العام للسكان والسكنى لسنة 2014.

## دواوير الجماعة
دوار امالو
دوار تيارت
دوار اسكا
دوار ايت اوحدين
دوار تيرين
دوار وينيكيدر
دوار ايت بها
دوار اوغريس
دوار انلي
دوار ايت الراس
دوار ايت سافو
دوار تينكليف
دوار تكيضا
دواوير ايت خلف
دواوير تنغراط
دوار تغمار 
دوار توريرت
دوار افكيس
دوار اكادير ن اكوزولن
دوار تكاديرت
داور اركانوال
دوار ابعديدن
دوار ايت لعجال
دواوير ادا اومركلس

## التعليم
قائمة المؤسسات التعليمية في أمالو:
- مجموعة مدارس خميس أيت يونس (المركزية: سوق خميس أيت يونس / الوحدات: تيارت - تيغمار - أنروي - أيت لعجل - إمزيلن - تريرين)
- مجموعة مدارس الزهور (المركزية: أيت خلف / الوحدات: تكيدا - أنلي - تمسلغاط - تنغراط)